# Kuntisuyu

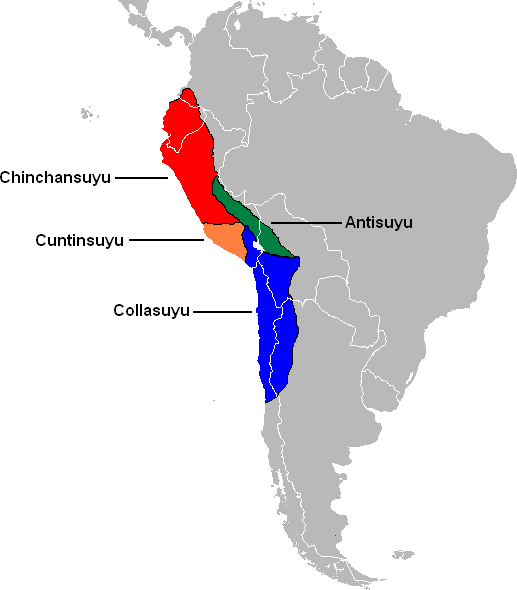
Cuntisuyu

Kuntisuyu (Quechua: cunti = west, suyu = regio) was het zuidwestelijke deel van het Incarijk of Tawantisuyu, zoals ze hun eigen rijk noemden. Het was een van de vier gewesten waarvan de stad Cuzco het middelpunt vormde.